# Arnold, a bajkeverő
Az Arnold, a bajkeverő (eredeti cím: Villa Rides, magyarul ismert még Pancho Villa lovasai címmel is) 1968-ban bemutatott amerikai westernfilm, amely a mexikói forradalom idején játszódik.

## Cselekmény
A történet 1912 első felében kezdődik, amikor Francisco Ignacio Madero elnök ellen vörös zászlós orozquisták lázadnak fel. Az amerikai Lee Arnold kisrepülőgépén nekik szállít fegyvereket, ám egy leszállásnál a gép kereke kicsorbul. A közeli falu kovácsa barátságosan fogadja őt, és megjavítja a gépet, ám kiderül: a falu Pancho Villával, Madero hű emberével, a vörösök nagy ellenségével szimpatizál. A vörösök megtámadják a falut, sokakat felakasztanak a főtéren, Arnoldot is elfogják, de ekkor megérkezik Villa és csapata, és elüldözik az orozquistákat. Arnoldot azonban a foglyok közé zárják, mivel megtudják, hogy korábban ő szállított fegyvert ellenségeiknek. A kegyetlen Rodolfo Fierro elkezdi lelövögetni a foglyokat, de amikor Arnoldra kerülne a sor, Villa közbeavatkozik, és felajánlja, hogy ha közéjük áll, és repülőgépével segíti őket, meghagyja az életét.
A villisták egy repülős felderítésnek köszönhetően megtudják, hogy Parral irányából vörös katonák vonata halad feléjük. A repülőgépről bombákat ledobva, a földön pedig lovas és gyalogos csapatokkal támadva elfoglalják a vonatot, majd Villa (a vonat eredeti tulajdonosainak nevében) távírón azt az üzenetet küldi a vörösök kezén levő Parralba, hogy a villisták fenyegetik a vonatot, ezért engedélyt kér a visszatérésre a városba. Megkapja az engedélyt, így a saját katonáival megtöltött vonat „trójai falóként” begördül a városba, amit így könnyedén elfoglalnak.
Eközben Victoriano Huerta, akit Madero elnök szintén az orozquista lázadás leverésével bízott meg, és akiben Madero még jobban megbízik, mint Villában, egyre féltékenyebb lesz Villa sikereire, és gyűlölni kezdi Villát. Szerencséjére Madero úgy dönt, hogy őt nevezi ki a seregek fővezérének, és Villát kötelezi, hogy rendelje magát Huerta alá. Villa hiába tiltakozik személyesen Maderónál, hűsége erősebb, ezért engedelmeskedik.
Huertától azt a feladatot kapják, hogy támadják meg Conejos városát, ám Huerta nem küld nekik tüzérségi támogatást, így első támadásukat Conejosnál visszaverik. Végül ismét a repülőgép segítségével sikerül elfoglalniuk a várost (de a gép összetörik). Huerta ezt sem nézi jó szemmel, ezért letartóztattatja Villát, és kivégzőosztag elé állítja. Villa táviratozik Maderónak, és az utolsó pillanatig bízik benne, hogy a (szerinte túlzottan is) jó indulatú elnök leállítja a kivégzést. Így is történik: az utolsó pillanatban megérkezik Huertához az elnök távirata, így Villa megmenekül, „csak” bíróság elé állítják.
A film végén, 1913 februárjában Arnold a texasi El Pasóban értesül a hírről, hogy Huerta árulóvá vált, meggyilkoltatta Maderót, és ő lett a mexikói elnök. Hirtelen megjelenik Villa és két társa, és Arnoldot harcra hívják Huerta ellen. Őt először nem érdekli a dolog, de amikor Villa és négy társa délre indul, mégis megjelenik fölöttük a repülőgép.

## Szereplők
- Yul Brynner ... Pancho Villa
- Robert Mitchum ... Lee Arnold
- Charles Bronson ... Rodolfo Fierro
- Herbert Lom ... Victoriano Huerta
- Robert Viharo ... Tomás Urbina
- Maria Grazia Buccella ... Fina
- Diana Lorys ... Emilita
- Alexander Knox ... Francisco Ignacio Madero

## A film valóságalapja
A film valós és kitalált elemeket vegyít. Az orozquista lázadás, Huerta féltékenysége, Villa majdnem megtörtént kivégzése valóban megtörténtek, de Lee Arnold nem létezett, sőt, a villisták első repülőgépüket valójában csak 1914 elején szerezték be. A „trójai vonat” is valós eseményen alapul, de nem 1912-ben és nem Parralban alkalmazták ezt az ötletet, hanem 1913 végén Ciudad Juárez elfoglalásakor. Az is igaz, hogy 1913 elején meggyilkolták Maderót, helyére Huerta került, és Villa El Pasóból indult ellene harcra (de nem négy, hanem nyolc társával).
Az is igaz, hogy Villa élete során sok házasságot kötött, több tucat felesége volt egy időben, de a filmbeli nőkről nincs adat, hogy valóban léteztek volna. Rodolfo Fierro kegyetlenkedéseiről megoszlanak a vélemények, hogy valójában mennyire igazak. Vannak, akik szerint valóban olyan módszerekkel végzett ki rengeteg embert, ahogy a filmben látható (aki átmászik a falon, megmenekülhet), mások szerint nem, de azt senki sem tagadja, hogy sok foglyot agyonlőtt, mialatt Villával harcolt. Ráadásul Fierro szereplése a filmben nem időszerű: csak 1913 őszén került ilyen közeli kapcsolatba Villával.